# Zuidelijke langhoornbij
De zuidelijke langhoornbij (Eucera nigrescens) is 13-15 mm lang en vliegt van april tot oktober. Het mannetje heeft een dichte beharing en valt op door lange voelsprieten. De zuidelijke langhoornbij is oligolectisch en vliegt uitsluitend op vlinderbloemigen zoals heggenwikke.